# Casella gouldii
Casella gouldii is een slakkensoort uit de familie van de Chromodorididae. De wetenschappelijke naam van de soort is voor het eerst geldig gepubliceerd in 1858 door H. Adams & A. Adams.